# Graus de duresa general
El graus de duresa general (gDG) (de l'anglès: Degrees of general hardness (dGH)), conegut també com a grau alemany (Deutsche Härte/Grad deutscher Härte), a vegades representat com a (°dH), (GH) o (DH), és una unitat de mesura que es basa en la quantitat de ions de calci (Ca2+) o magnesi ((Mg2+), dissolt en una mostra d'aigua, determinant el nivell de duresa general (o total) de l'aigua, és a dir, el sumatori de la duresa temporal i permanent de l'aigua.
Com més gran sigui la quantitat de ions, major serà el grau dGH i més dura serà l'aigua.

## Comparació
1 dGH es defineix com a 10 mg d'òxid de calci (CaO) per litre d'aigua, que és equivalent a 0,17832 mmol per litre de calci i/o ions de magnesi, ja que el CaO té una massa molar de 56,0778 g/mol.
En les proves d'aigua, les tires de paper sovint mesuren la duresa en parts per milió (ppm), on una part per milió es defineix com un mil·ligram de carbonat de calci (CaCO₃) per litre d'aigua. En conseqüència, 1 dGH correspon a 17.848 ppm, ja el CaCO₃ té una massa molar de 100.0875 g/mol.
Hi ha altres mesures utilitzades en major o menor freqüència per a descriure la duresa de l'aigua, com el grau anglès, francès o americà. La següent taula mostra la relació entre algunes d'aquestes unitats.
| Unidat       | Símbol | Referència         | °dGH  | °e   | °TH  | ppm  | mmol/l |
| ------------ | ------ | ------------------ | ----- | ---- | ---- | ---- | ------ |
| Grau alemany | °dGH   | 10 mg CaO/l        | 1     | 1.25 | 1.78 | 17.8 | 0.178  |
| Grau anglès  | °e     | gra CaCO₃/gal (UK) | 0.79  | 1    | 1.43 | 14.3 | 0.143  |
| Grau francès | °TH    | 10 mg CaCO₃/l      | 0.56  | 0.70 | 1    | 10   | 0.1    |
| ppm CaCO₃    | ppm    | 1 mg CaCO₃/l       | 0,056 | 0,07 | 0,1  | 1    | 0,01   |
| mmol/l       | mmol/l | milimol/l          | 5,6   | 7,0  | 10   | 100  | 1      |

Encara que no existeix una convenció formal, a manera de conveniència, l'aigua pot ser classificada per la seva duresa d'acord amb la següent taula.
| molt tova | 0 a 70 ppm     | 0-4 dGH       |
| tova      | 70-135 ppm     | 4-8 dGH       |
| semidura  | 135-200 ppm    | 8-12 dGH      |
| dura      | 200-350 ppm    | 12-20 dGH     |
| molt dura | més de 350 ppm | més de 20 dGH |